# Lista de vereadores de Três Rios
Esta é a lista de vereadores de Três Rios, município brasileiro do estado do Rio de Janeiro.
A Câmara Municipal de Três Rios é formada por quinze representantes. O prédio da Câmara chama-se Palácio Vereador José Moacyr Pereira. A sala de sessões chama-se Salão Nobre de Reunião Zilda Barbosa Domingues.

## Legislatura de 2021–2024
Estes são os vereadores eleitos nas eleições de 15 de novembro de 2020, pelo período de 1° de janeiro de 2021 a 31 de dezembro de 2024:
| Mesa Diretora (2021-2022)           |                       |                        |                              |
| Nome                                | Início do mandato     | Fim do mandato         | Cargo                        |
| Ércules Rodrigues Monteiro (PL)     | 1º de janeiro de 2021 | 31 de dezembro de 2022 | Presidente da Câmara         |
| Antônio Carlos Canavez Coelho (PL)  | 1º de janeiro de 2021 | 31 de dezembro de 2022 | 1º Vice-presidente da Câmara |
| Ana Clara de Oliveira Araújo (REDE) | 1º de janeiro de 2021 | 31 de dezembro de 2022 | 2ª Vice-presidente da Câmara |
| Ana Carolina Motta Junqueira (PV)   | 1º de janeiro de 2021 | 31 de dezembro de 2022 | 3ª Vice-presidente da Câmara |
| Beatriz Retto Bogossian (PSB)       | 1º de janeiro de 2021 | 31 de dezembro de 2022 | 1ª Secretária                |
| Jonas Mascarenhas Macedo (PSL)      | 1º de janeiro de 2021 | 31 de dezembro de 2022 | 2º Secretário                |

|    | Nome                                                                              | Partido                                        | Votos | %    | Observações                                                            |
| -- | --------------------------------------------------------------------------------- | ---------------------------------------------- | ----- | ---- | ---------------------------------------------------------------------- |
| 1  | Rogério Camarinho Tavares (Três Rios, 10.04.1973–)                                | Democratas (DEM)                               | 1.485 | 3,40 | 2º mandato Afastado por decisão judicial                               |
| 2  | Beatriz Retto Bogossian, Bia Bogossian (Três Rios, 03.06.1997–)                   | Partido Socialista Brasileiro (PSB)            | 1.097 | 2,51 | 1º mandato                                                             |
| 3  | Clécius Silva de Sousa, Clecinho (Paraíba do Sul, 03.09.1979–)                    | Partido Trabalhista Brasileiro (PTB)           | 821   | 1,88 | 2º mandato                                                             |
| 4  | Ana Carolina Motta Junqueira, Carol Patinha Amiga (Três Rios, 28.07.1985–)        | Partido Verde (PV)                             | 796   | 1,82 | 1º mandato                                                             |
| 5  | Jonas Mascarenhas Macedo, Jonas Dico (Três Rios, 26.10.1982–)                     | Partido Social Liberal (PSL)                   | 644   | 1,47 | 2º mandato                                                             |
| 6  | Robson de Oliveira Souza, Robson Dentista (Três Rios, 07.08.1964–)                | Partido da Social Democracia Brasileira (PSDB) | 631   | 1,44 | 2º mandato                                                             |
| –  | Pastor Vanderson Travassos (Três Rios, 14.08.1974–)                               | Democratas (DEM)                               | 609   | 1,39 | 1º mandato Assumiu em 10.02.2022 no lugar de Rogério Camarinho Tavares |
| 7  | Ana Clara de Oliveira Araújo (Três Rios, 14.06.1995–)                             | Rede Sustentabilidade (REDE)                   | 580   | 1,33 | 1º mandato                                                             |
| 8  | Anderson Bento de Medeiros, Professor Anderson Muriçoca (Três Rios, 19.05.1978–)  | Partido Democrático Trabalhista (PDT)          | 579   | 1,32 | 1º mandato                                                             |
| 9  | Professor Flávio Duarte Pinto (Três Rios, 12.03.1974–)                            | Solidariedade (SD)                             | 545   | 1,25 | 1º mandato                                                             |
| 10 | Gustavo Cerqueira de Carvalho (Três Rios, 20.06.1974–)                            | Movimento Democrático Brasileiro (MDB)         | 522   | 1,19 | 1º mandato                                                             |
| 11 | Jaqueline Pereira Costa (Alpercata, 28.10.1968–)                                  | REPUBLICANOS                                   | 521   | 1,19 | 1º mandato                                                             |
| 12 | Francisco Carlos Gama, Bill (Três Rios, 20.06.1966–)                              | Rede Sustentabilidade (REDE)                   | 508   | 1,16 | 1º mandato                                                             |
| 13 | Ércules Rodrigues Monteiro, Erquinho Professor (2021-2022) (Itaobim, 09.12.1969–) | Partido Liberal (PL)                           | 374   | 0,86 | 1º mandato                                                             |
| 14 | Telmo Silva Cardoso (Sapucaia, 17.08.1957–)                                       | Partido Social Cristão (PSC)                   | 341   | 0,78 | 2º mandato                                                             |
| 15 | Antônio Carlos Canavez Coelho, Tonico Coelho (Três Rios, 17.06.1965–)             | Partido Liberal (PL)                           | 337   | 0,77 | 1º mandato                                                             |

## Legislatura de 2017–2020
Estes são os vereadores eleitos nas eleições de 2 de outubro de 2016, pelo período de 1° de janeiro de 2017 a 31 de dezembro de 2020:
|    | Nome                                                               | Partido                                            | Votos | %    | Observações |
| -- | ------------------------------------------------------------------ | -------------------------------------------------- | ----- | ---- | ----------- |
| 1  | Luiz Alberto Barbosa (Três Rios, 17.09.1965–)                      | Partido do Movimento Democrático Brasileiro (PMDB) | 1.783 | 3,79 | 1º mandato  |
| 2  | Nilcélio Carvalho de Sá (2017-2018) (Três Rios, 15.02.1966–)       | Partido Humanista da Solidariedade (PHS)           | 1.468 | 3,12 | 1º mandato  |
| 3  | Josimar Ribeiro Alves, Zimar da Dengue (Três Rios, 22.11.1974–)    | Partido do Movimento Democrático Brasileiro (PMDB) | 1.383 | 2,94 | 1º mandato  |
| 4  | Juarez de Souza Pereira, Juarez da Saúde (Vassouras, 03.05.1972–)  | Partido do Movimento Democrático Brasileiro (PMDB) | 1.269 | 2,70 | 1º mandato  |
| 5  | Rogério Camarinho Tavares (2019-2020) (Três Rios, 10.04.1973–)     | Partido Trabalhista Brasileiro (PTB)               | 1.207 | 2,57 | 1º mandato  |
| 6  | Clécius Silva de Sousa, Clecinho (Paraíba do Sul, 03.09.1979–)     | Partido Trabalhista Brasileiro (PTB)               | 1.164 | 2,48 | 1º mandato  |
| 7  | Fabiano Oliveira Pereira (Três Rios, 31.08.1977–)                  | Partido Popular Socialista (PPS)                   | 1.074 | 2,28 | 1º mandato  |
| 8  | Francisco Carlos Gama, Bill (Três Rios, 20.06.1966–)               | Partido Progressista (PP)                          | 965   | 2,05 | 1º mandato  |
| 9  | Jonas Mascarenhas Macedo, Jonas Dico (Três Rios, 26.10.1982–)      | Democratas (DEM)                                   | 889   | 1,89 | 1º mandato  |
| 10 | Telmo Silva Cardoso (Sapucaia, 17.08.1957–)                        | Partido Social Cristão (PSC)                       | 798   | 1,70 | 1º mandato  |
| 11 | Robson de Oliveira Souza, Robson Dentista (Três Rios, 07.08.1964–) | Partido Democrático Trabalhista (PDT)              | 748   | 1,59 | 1º mandato  |
| 12 | Rozemar Duarte Neves, Guezo (Três Rios, 25.11.1957–)               | Partido Verde (PV)                                 | 727   | 1,55 | 1º mandato  |
| 13 | Isaías de Oliveira (Três Rios, 18.12.1970–)                        | Democratas (DEM)                                   | 673   | 1,43 | 1º mandato  |
| 14 | Carlos Alberto Barbosa Domingues, Betinho (Três Rios, 17.01.1951–) | Partido Progressista (PP)                          | 652   | 1,39 | 1º mandato  |
| 15 | Dr. Rafael Brasiel Rinaldi (Três Rios, 24.12.1978–)                | Partido da Social Democracia Brasileira (PSDB)     | 563   | 1,20 | 1º mandato  |

## Legenda
| Cor  | Significado          |
| Bege | Presidente da Câmara |
| Azul | Suplente             |